# Dos ungüentaris dobles amb producte cosmètic, s. IV dC i V dC
En l'exposició titulada Històries de tocador. Bellesa i cosmètica a l'antiguitat, dins de l'ambit Últims retoncs, s'han pogut veure dos ungüentaris dobles amb producte cosmètic. Encara que es desconeix la seva procedència, se sap que daten dels segles IV i V dC.
El fet que dos ungüentaris de vidre, que compten amb més de 2.000 anys, s'hagin conservat sencers és quelcom sorprenent a causa de la fragilitat del material, però encara provoca més meravella saber que en el seu interior hi queden restes de producte. Tot plegat ho fa un delit per als arqueòlegs.
Aquesta casual troballa d'època romana, permet verificar d'una manera científica el que contenien aquests objectes i conèixer alguns dels secrets de bellesa de l'antiguitat. Es tracta de dos ungüentaris dobles de vidre bufat, un de color verd aigua i l'altre de color verd transparent. En el seu interior s'han trobat restes dels productes que contenien i un fragment de la vareta de bronze amb què s'extreia el contingut i facilitava la seva aplicació.
Les anàlisis fetes han permès identificar un conjunt de substàncies inorgàniques i orgàniques que es podrien interpretar com a procedents de cosmètics. Ambdós contenidors tenen residus d'una mescla de productes minerals amb sofre, element base per a la preparació de cosmètics com el kôhl. A Egipte està documentada l'aplicació de cosmètics ja al 4000 aC, ja que els antics egipcis es pintaven els ulls per protegir-se de possibles malalties, i, també, per repel·lir els insectes i protegir-se de la sequedat de l'ambient i de la resplendor del sol del desert.
En la peça de l'esquerra, la 28.788 de l'exposició, es conserva un altre producte en un dels dos tubs. Són elements orgànics com extracte de plantes, pigments i àcids grassos, atribuïbles a la utilització de greixos animals. Aquestes dues substàncies eren productes utilitzats habitualment en l'elaboració de cosmètics. A més, també és força interessant la presència de productes derivats del petroli, especialment abundant a l'ungüentari 17.819, però inusual, d'altra banda, en aquest tipus de contenidors, encara que la seva utilització a l'antiguitat és coneguda. Podria tractar-se de la presència de restes de betum, que es troba de manera natural en nombrosos indrets i que podia utilitzar-se com a impermeabilitzant, com a adhesiu en joieria. En aquest cas, el seu ús seria segellar l'obertura de l'ungüentari per impossibilitar el vessament del producte que contenia.